# Regalskeppet Äpplet (1622)
Äpplet var ett svenskt krigsskepp som 1618–1622 byggdes av Paridon van Horn och Christian Welshuisen på entreprenad i Västervik för svenska flottan.
År 1625 upprättades ett reparationskontrakt varefter skeppet försvinner ur flottans uppteckningar, trots att fartyg som är under reparation inte brukar försvinna ur flottans fartygslistor. En debitering av van Horns och Christian Welshuisens 1625 tyder på att de köpte tillbaka det med den utrustning det utrustats med sedan flottan köpte det.